# 芒特卡梅爾
卡梅尔山（Mount Carmel）也称作芒特卡梅尔，是诺森伯兰县的一个行政区，位于美国宾夕法尼亚州中部萨斯奎哈纳河谷煤炭遗产地区。 2020 年人口普查人口为 5,725 人。它距离费城88英里（141公里），哈里斯堡东北部西北71英里（114公里），位于煤区（Coal Reign）。它被卡梅尔山镇区（Mount Carmel Twp）完全包围。

## 历史
锯木厂经营者艾伯特·布拉德福德 (Albert Bradford) 以其海拔高度和山中美丽的环境而命名此地为卡梅尔山。他认为它应该有一个特殊的名字，并以以色列的圣山迦密山命名。卡梅尔山最初是一个伐木小镇。 1790 年，艾萨克·汤姆林森 (Isaac Tomlinson) 在该地区发现了煤炭。该市地理位置优越，位于波茨维尔 ( Pottsville ) 和丹维尔 ( Danville ) 之间的中心收费公路（也称为雷丁桑伯里路 (Reading-Sunbury Road) 或老雷丁路 (Old Reading Road)），因此获得了较好的发展机会。 1854年下半年，从沙莫金到卡梅尔山的费城和桑伯里铁路竣工，加速了该地区煤矿的开发。该镇建于1854年，由煤炭镇（Coal Twp）的一部分组成；到1862年，该行政区被并入乡镇。
卡梅尔山是该国首批街道通电的城镇之一。托马斯·爱迪生 (Thomas Edison)于 1883 年在这里建造了他的第一座发电机组。位于卡梅尔山的爱迪生工厂是世界上第七个这样的工厂。
过去，这里及附近地区有广泛的无烟煤开采区。早年，该行政区有矿工帽、水泥块、雪茄、衬衫、长筒袜等工厂，以及大型丝绸和刨花厂、铸造厂和机械车间、针织厂、木材场、包装厂和马车作品。目前该地区支持纸张和塑料的轻工制造。

## 地理

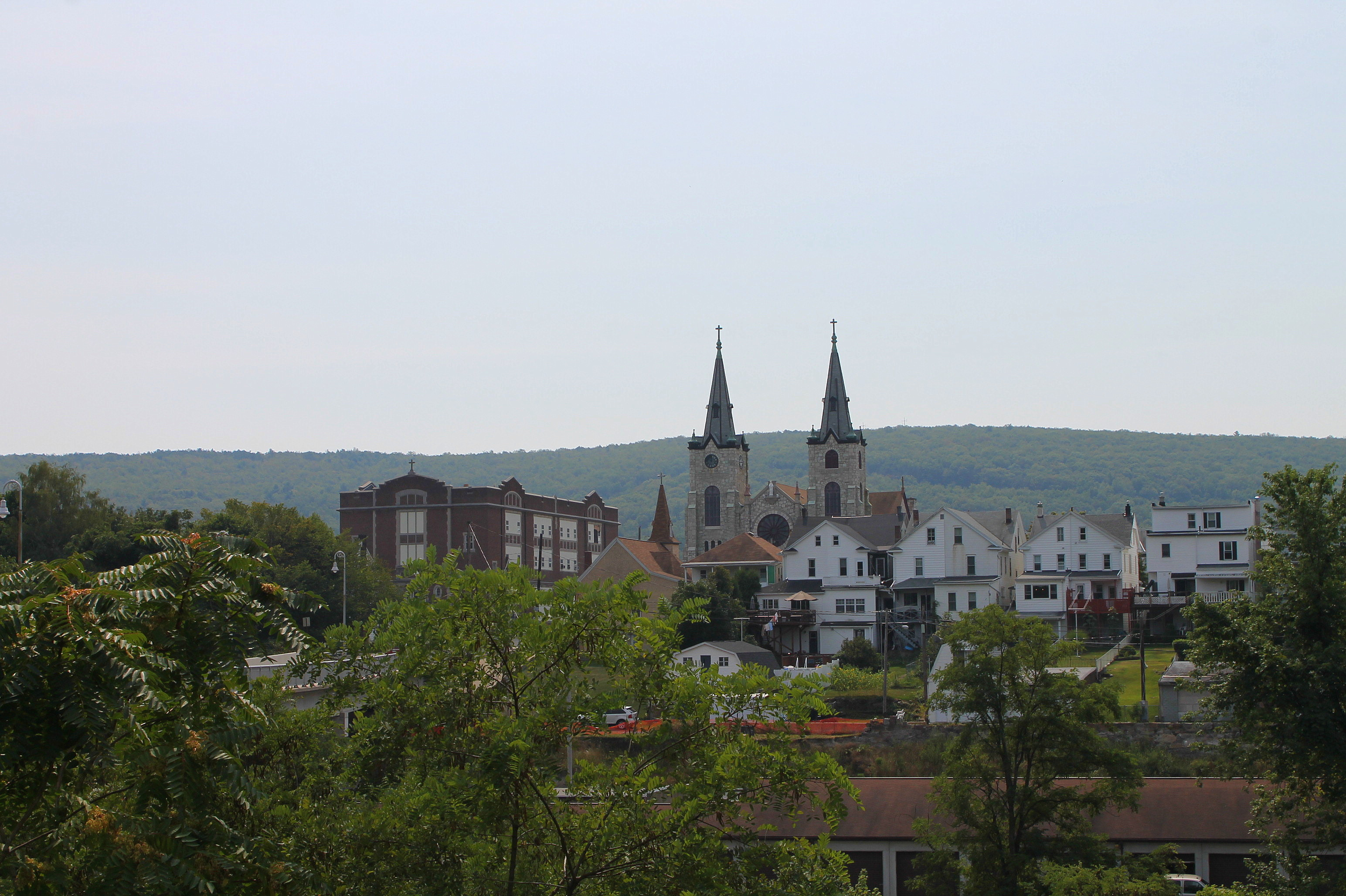
卡梅尔山的建筑物

卡梅尔山位于阿巴拉契亚山脉中部的山脊和山谷地带，位置为40°47′47″N-76°24′44″W/ 40.79639°N-76.41222°W (40.796447, -76.412231)。 沙莫金溪 (Shamokin Creek) 穿过该镇，这条河流是下萨斯奎哈纳 (Lower Susquehanna) 流域的一部分。 根据美国普查局的数据，该行政区总面积为0.7平方英里（1.7平方公里），全部为陆地，没有水域。
卡梅尔山的地形大部分平坦。该行政区的土地大部分是城市建成区。卡梅尔山 (Mount Carmel) 有宾夕法尼亚 61 号公路 (Pennsylvania Route 61)经过。 

## 人口统计
| 调查年 | 人口   | 备注 | %±     |
| ------ | ------ | ---- | ------ |
| 1870   | 1,289  |      | —      |
| 1880   | 2,378  |      | 84.5%  |
| 1890   | 8,254  |      | 247.1% |
| 1900   | 13,179 |      | 59.7%  |
| 1910   | 17,532 |      | 33.0%  |
| 1920   | 17,469 |      | −0.4%  |
| 1930   | 17,967 |      | 2.9%   |
| 1940   | 17,780 |      | −1.0%  |
| 1950   | 14,222 |      | −20.0% |
| 1960   | 10,760 |      | −24.3% |
| 1970   | 9,317  |      | −13.4% |
| 1980   | 8,190  |      | −12.1% |
| 1990   | 7,196  |      | −12.1% |
| 2000   | 6,390  |      | −11.2% |
| 2010   | 5,893  |      | −7.8%  |
| 2020   | 5,725  |      | −2.9%  |

截至2000年美国人口普查 ，该行政区共有6,390人、3,035户、1,678个家庭。人口密度为9,655.6名居民每平方英里（3,728.0名居民每平方）。市内共有3,629套住房，平均密度为5,483.6每平方英里（2,117.2每平方） 该行政区的种族构成为：98.56%白人、0.06%非裔美国人、0.16%美洲原住民、0.28%亚洲人、0.02%太平洋岛民、0.25%来自其他种族、0.67%来自两个或多个种族。任何种族的西班牙裔或拉丁裔占人口的0.89%。
共有3035户，其中21.9%有18岁以下儿童，38.8%为已婚夫妇同居，12.1%为女户主无丈夫，44.7%为非家庭。 41.2%的家庭由个人组成，24.7%的家庭有65岁或以上的独居者。户均人数为2.10人，平均家庭人数为2.86人。
该行政区的人口分布较分散，18岁以下的人口占19.7%，18岁至24岁的人口占7.0%，25岁至44岁的人口占23.8%，45岁至64岁的人口占23.6%，65岁或以上的人口占25.9% 。中位年龄为45岁。每 100 名女性对应87.9名男性。每100名18岁及以上女性，就有82.6名男性。
该行政区家庭收入中位数为22,168美元，家庭收入中位数为35,217美元。男性的平均收入为28,168美元，而女性的平均收入为20,595美元。该行政区的人均收入为14,858美元。约14.2%的家庭和18.2%的人口处于贫困线以下，其中18岁以下人口占29.1%，65岁及以上人口占15.1%。

## 交通运输

### 公路
- 宾夕法尼亚州61号公路
- 宾夕法尼亚54号公路
- 宾夕法尼亚州901号公路

### 铁路

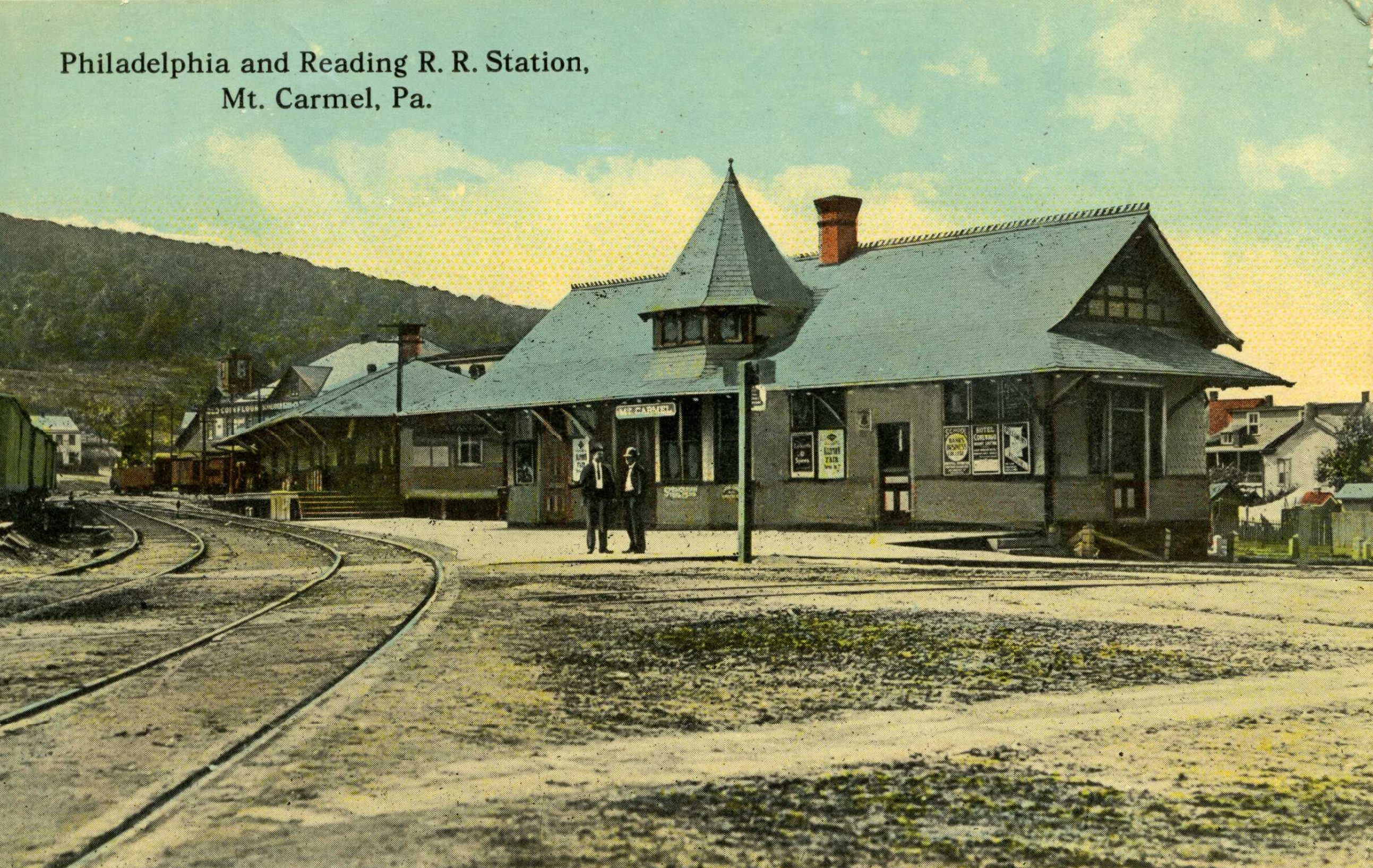
卡梅尔山的费城和雷丁 RR 车站，约1917年

- 丹维尔和波茨维尔铁路 → 费城和森伯里 RR →沙莫金谷和波茨维尔铁路 →北部中央铁路
- 夸卡克铁路 →利哈伊和马哈诺伊铁路→利哈伊谷铁路
- 费城和雷丁铁路 →雷丁公司
- 宾夕法尼亚铁路
- 沙莫金谷铁路
- 沙莫金-卡梅尔山电气铁路（无轨电车线）

### 公共交通
下无烟煤运输系统（英语：Lower Anthracite Transportation System）提供两条路线的交通系统，工作日和周六从卡梅尔山出发，巴士在煤炭镇汇合至卡梅尔山及周边社区。第三条路线季节性运营，运营至诺贝尔游乐园。

## 著名人物
- 艾伦·道– 女演员[2]
- 詹姆斯·M·加文中将（1907-1990），美国陆军，又名“跳跃将军”，二战期间第82空降师第三任司令。
- 老亨利·海诺斯基 (Henry Hynoski Sr.) – 1975年为克利夫兰布朗队效力的 NFL 球员（跑卫），也是亨利·海诺斯基的父亲。
- 沃恩·纳克 (Vaughn Nark) – 爵士乐音乐家（小号、粗管号、长号）。 2018年仍在巡演。
- 爱德华·平科夫斯基 (Edward Pinkowski) – 波兰裔美国人的记者和历史学家[3]
- 玛丽·鲍尔斯 (Marie Powers) – 歌剧女低音歌手，从1920年代到1940年代在整个欧洲演出，然后在1960年代在百老汇站稳了脚跟。
- James M. Quigley – 政治家和律师
- Brett Veach – 自2017年起担任 NFL 球队堪萨斯城酋长队总经理。

## 也可以看看
- 煤区